# Canirallus kioloides
Canirallus kioloides е вид птица от семейство Rallidae.

## Разпространение
Видът е разпространен в Мадагаскар.